# Presidente Médici, Maranhão
Presidente Médici este un oraș în unitatea federativă Maranhão (MA), Brazilia.